# Niemelaea
Niemelaea is een geslacht van schimmels behorend tot de familie Steccherinaceae. De typesoort is Niemelaea consobrina.

## Soorten
Volgens Index Fungorum bevat het geslacht vier soorten (peildatum september 2023):
| Soortnaam            | Auteur(s)                          | Publicatiejaar |
| -------------------- | ---------------------------------- | -------------- |
| Niemelaea balaenae   | (Niemelä) V. Papp                  | 2016           |
| Niemelaea consobrina | (Bres.) Zmitr., Ezhov & Khimich    | 2015           |
| Niemelaea cremea     | (Parmasto) Zmitr., Ezhov & Khimich | 2015           |